# No Café: Agostina Segatori em Le Tambourin
No Café: Agostina Segatori em Le Tambourin é uma pintura de 1887 de Vincent van Gogh. A obra representou um marco no desenvolvimento do estilo característico do pós-impressionista.
Agostina Segatori era proprietária do Le Tambourin, um café de Paris que o pintor costumava frequentar e que servia de ponto de encontro e de exibição para artistas locais. Van Gogh, não tendo dinheiro, negociava seus quadros para pagar as refeições. As telas eram então usadas para decorar o estabelecimento. No Le Tambourin o pintor também organizou uma exibição especial dos japonismos que fazia. Os dois tiveram um romance. A relação teve fim quando o café entrou em falência. As telas de Van Gogh foram então confiscadas por credores.
No Café: Agostina Segatori em Le Tambourin pertence à coleção do Museu Van Gogh, localizado em Amsterdã.

## Van Gogh em Paris
Em 1886, Van Gogh deixou os Países Baixos para nunca mais retornar. Mudou-se então para Paris sob a guia do irmão Theo. Embora tímido e discreto, o pintor cresceu artisticamente na capital francesa, onde absorveu influências do impressionismo (e pontilhismo), simbolismo e gravurismo japonês. Seu círculo de amizades incluía Camille Pissarro, Henri Toulouse-Lautrec, Paul Gauguin, Émile Bernard, entre outros. Os trabalhos de artistas japoneses como Hiroshige e Hokusai o influenciaram fortemente tanto em escolha temática quanto no estilo de padrões planos e cores sem sombreamento. Van Gogh explorou essa diversidade artística e as moldou num estilo unicamente seu. De 1886 a 1888, ascendeu como um pintor sofisticado, provocativo e cheio de ideias. A tela de Agostina Segatori no café é um exemplo do seu desenvolvimento criativo nesse período.

### Le Tambourin
Agostina Segatori nasceu em Nápoles, Itália, e já tinha servido de modelo para Manet, Corot e outros. Agostina deu início ao negócio com o dinheiro que guardava do trabalho de modelo. Com temática italiana, o Le Tambourin abriu suas portas em 1885, atraindo particularmente o círculo artístico local para sua clientela. O estabelecimento ficava localizado no boulevard de Clichy, muito próximo de onde Van Gogh vivia com o irmão. Para além do fator da proximidade, Vincent frequentava o café pois era-lhe útil como lugar de exibição artística, uso que também era feito por Henri de Toulouse-Lautrec, Paul-Albert Besnard e outros.
Em 1887, Van Gogh frequentou bastante o café. Fazia algumas das suas refeições no local e pagava com pinturas, que acabaram virando decoração. Ele se apaixonou por Agostina, que era doze anos mais velha. Ela ficou doente pouco depois; o estabelecimento, com muitas dívidas e provavelmente envolvido em prostituição ilegal, foi fechado. A dona do Le Tambourin teria garantido ao pintor o resgate suas obras, porém, como recorda Émile Bernard, elas acabaram sendo vendidas pelos devedores, "como telas destinadas ao lixo", em lotes de dez, por preços que variavam de cinquenta centimes a um franco cada conjunto. Por causa da falência do estabelecimento, Van Gogh perdeu não apenas suas pinturas — naturezas-mortas em maioria — mas também as molduras.

## A pintura

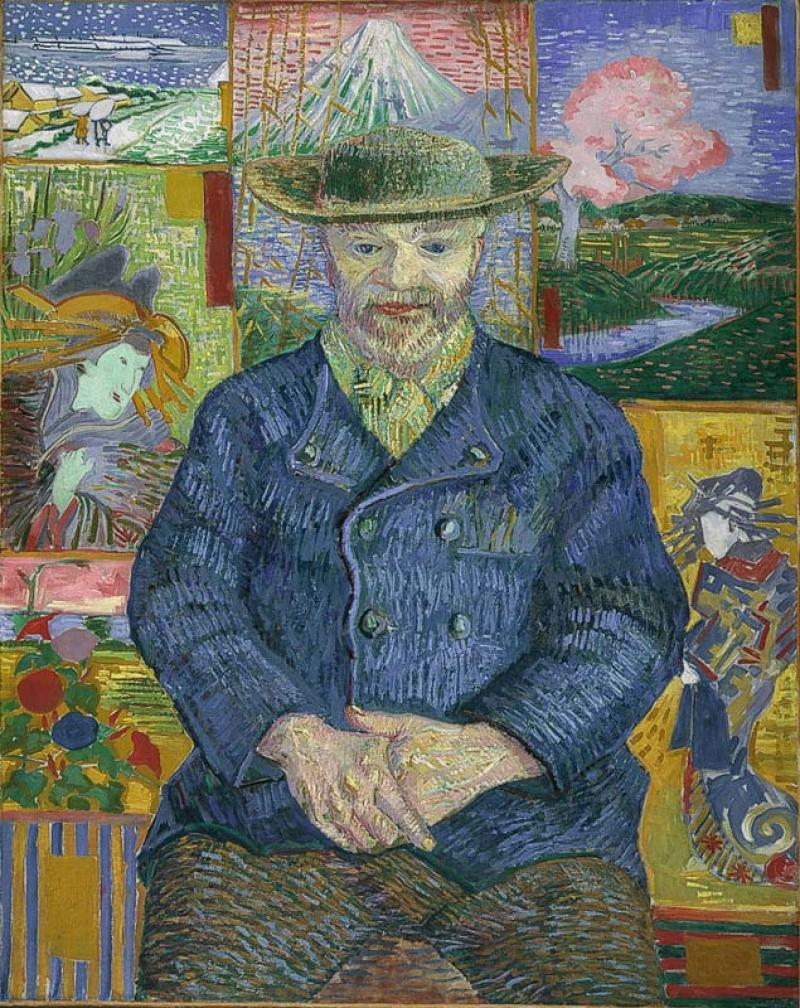
Retrato de Père Tanguy, 1887

A obra retrata Agostina, uma mulher em seus quarenta e poucos anos. Ela está de braços cruzados sobre a mesa e segura um cigarro com a mão esquerda. Bebe cerveja e está no segundo copo, o que é evidenciado pela presença de dois pires sobre a mesa. Em comportamento e estilo, representados pela sua roupa, maquiagem e penteado, foi retratada como uma mulher moderna. Usa um chapéu elegante e, seguindo a moda da época, sua jaqueta diverge do vestido em estilo. Um para-sol repousa sobre um banco próximo.
Van Gogh usou o tema da figura feminina sentada à mesa, popularizado por impressionistas como Edgar Degas e Édouard Manet. A mesa e os bancos têm formato de pandeireta (francês: tambourin) e correspondem ao tema do estabelecimento. A parede ao fundo é decorada com japonismos do próprio pintor, os quais tiveram suas primeiras exibições no Le Tambourin, em fevereiro de 1887.
A paleta de cores vibrantes e a temática da mulher segura de si representam uma mudança na postura do artista em comparação com trabalhos anteriores, como os trágicos e sombrios retratos de camponesas. O Retrato de Père Tanguy, pintado no outono do mesmo ano, explora de forma mais contundente esse uso das cores e melhor promove os japonismos de Van Gogh.